# Danny Nelissen
Daniel Wilhelmus Maria "Danny" Nelissen (Sittard, Sittard-Geleen, 10 de novembre de 1970) va ser un ciclista neerlandès, que fou professional entre 1990 i 1999. La temporada 1995, en què fou amateur, aconseguí el Campionat del món d'aquesta modalitat.

## Palmarès
- 1988
  - 1r al Giro de la Basilicata
- 1990
  - Pròleg de l'Olympia's Tour
- 1992
  - 1r al Gran Premi de Valònia
  - 1r a l'Omloop Mandel-Leie-Schelde
  - Vencedor d'una etapa a la Volta a Aragó
  - Vencedor d'una etapa a l'Euskal Bizikleta
- 1993
  - Vencedor d'una etapa a la Volta a Astúries
- 1995
  -  Campió del món en ruta amateur
  - 1r de l'Olympia's Tour i vencedor de 2 etapes
  - Vencedor d'una etapa al Tour de la Regió Valona
- 1998
  - 1r a la Copa Sels
  - Vencedor d'una etapa al Hessen-Rundfahrt

### Resultats al Tour de França
- 1993. 130è de la Classificació general
- 1996. 84è de la Classificació general
- 1997. No surt (12a etapa)

### Resultats a la Volta a Espanya
- 1997. 94è de la Classificació general